# Interleukin-6
Interleukin-6 (kurz: IL-6, synonyme ältere Bezeichnungen: Interferon-β2 (IFNB2), B-Zell-stimulierender Faktor, B-Zell-Differenzierungs-Faktor, Leberzell-stimulierender Faktor) gehört zu den Interleukinen (bzw. umfassender zu den Zytokinen), welche die Entzündungsreaktion des Organismus regulieren.  IL-6 kommt durch die Art seiner komplexen Regelung und Funktionen in dem Orchester der anderen Zytokine und Zellen u. a. eine Schlüsselstellung in dem Übergang von Mechanismen der angeborenen Immunität hin zu Mechanismen der erworbenen Immunität innerhalb des Entzündungsprozesses zu. IL-6 gehört zu einer Zytokinfamilie, die die Rezeptoruntereinheit Glykoprotein gp130 teilt. Die Multifunktionalität von Zytokinen – u. a. von Vertretern der IL-6-Zytokinfamilie – wird in diesem Kontext häufig als Pleiotropie bezeichnet und beschreibt, zusammen mit der partiell gegebenen Redundanz ihrer (patho-)physiologischen Effekte, eine wichtige Eigenschaft dieser Signalmoleküle.

## Genetik, Bildung und Sekretion
IL-6 wird beim Menschen auf Chromosom 7 Genlocus p21 kodiert. Der Genabschnitt enthält 5 Exons. Transkribiert wird ein inaktives Präkursor-Protein, das aus 212 Aminosäuren besteht. Die Transkription wird u. a. über die Transkriptionsfaktoren NF-κB, NF-AT, HSF1 und HSF2 induziert.
Von dem Präkursor-Protein wird das 184 Aminosäuren lange aktive Interleukin-6 abgespalten. Posttranslational werden verschiedene Isoformen (über Abspaltung von Peptiden, Glykosylierung, Phosphorylierung) erzeugt, deren biologische Bedeutung noch nicht geklärt ist.
Das zirkulierende IL-6 wird von Leber und Nieren ausgeschieden, die Halbwertzeit im Serum liegt im Minutenbereich.
Die Bildung von Interleukin-6 wird durch Prostaglandin-E2 verstärkt.

## Regulation der Interleukin-6-Wirkung
Interleukin-6 kann als aktivierender Ligand an zwei Rezeptortypen binden:
1. an einen membrangebundenen IL-6 Rezeptor (IL-6R), welcher nur auf Leberzellen und Leukozyten vorkommt und seine Signale mithilfe des rezeptorassoziierten, signaltransduzierenden Glykoproteins gp130 weitergibt,
2. an einen löslichen IL-6-Rezeptor (sIL-6R). Der entstandene IL-6/sIL-6R-Komplex bindet an das in Zellmembranen sehr vieler Zelltypen alleinig vorkommende Glykoprotein gp130 und aktiviert es. Dieser zweite Vorgang heißt „IL-6-trans-signaling“. Er ist wichtig für die zahlreichen Zellen, die zwar gp130 (welches ubiquitär vorkommt), nicht aber IL-6R auf ihrer Zelloberfläche exprimieren. IL-6-trans-signaling wird durch natürlich vorkommendes lösliches sgp130 gehemmt, welches den IL-6/sIL-6R-Komplex inaktiviert, nicht aber IL-6 alleine und dessen Wirkung auf den membrangebundenen IL-6-Rezeptor.

Diese beiden Wirkmöglichkeiten geben viele Ansatzpunkte für eine differenzierte Regulation der IL-6-Wirkung:
1. Regulation des IL-6 selbst;
2. Regulation des sIL-6R: Im Serum Gesunder kommt sIL-6R mit einer Konzentration von 25–35 ng/ml vor und dieser Spiegel steigt signifikant bei verschiedenen Erkrankungen wie u. a. Rheuma, AIDS oder bestimmten Formen der Leukämie an. sIL-6R kann prinzipiell entweder durch Abspaltung des extrazellulären Teils des (auf Leukozyten und Leberzellen) membranständigen IL-6R oder durch besonderes Splicing bei der intrazellulären Bildung des IL-6R entstehen. Ersteres wird z. B. durch C-reaktives Protein oder durch bestimmte Bakterientoxine getriggert. Zweiteres wird z. B. durch Oncostatin-M angeregt.[5]
3. Regulation des löslichen Glykoproteins gp130.

## Funktionen
Bei der Aktivierung des Glykoproteins Gp130 durch einen IL-6/sIL-6R-Komplex oder bei der Aktivierung eines IL-6R (an den gp130 assoziiert ist) durch IL-6 wird eine Janus-aktivierte Kinase an dessen Domäne im Zellinneren an einem Tyrosin phosphoryliert, wodurch der JAK-STAT-Signalweg und der MAP-Kinase-Weg aktiviert werden, welcher dann zu der Transkription bestimmter Zielgene in dem Zellkern führt.
Traditionell wird Interleukin-6 als Aktivator der Akute-Phase-Proteine und als Lymphozyten-stimulierender Faktor angesehen.

### Entzündungsreaktion
Bei einer akuten entzündlichen Episode werden zunächst neutrophile Granulozyten rekrutiert, die den Entzündungsherd infiltrieren, dann dort ihre Arbeit vollbringen, recht rasch dabei absterben und dann durch eine länger andauernde Population von spezifischeren Entzündungszellen wie Lymphozyten und mononukleären Zellen ersetzt werden. Hierbei spielt die Interleukin-6-Wirksamkeit eine wichtige Rolle: Mit dem Grad der Infiltration durch neutrophile Granulozyten steigt die lokale Konzentration von sIL-6R, was das IL-6-trans-signaling im umgebenden Gewebe auslöst. Dies wiederum führt über verschiedene Wege zu einer Begrenzung der Akkumulation neutrophiler Granulozyten im entzündeten Gewebe. Gleichzeitig werden durch das IL-6-trans-signaling CD3+-T-Lymphozyten angelockt, was den Übergang der angeborenen Immunantwort zu einer erlernten Immunantwort markiert. Im Weiteren ist IL-6 in die Regulation der Apoptose der Leukozyten involviert, und zwar mit proapoptotischen und antiapoptotischen Wirkkomponenten (von denen bisher nicht bekannt ist, wie sie ausbalanciert werden). Auf ruhende und aktivierte T-Lymphozyten wirkt IL-6 antiapoptotisch, ferner reguliert es ihre Differenzierung, Proliferation, Polarisierung und die Immunglobulin-G-Sekretion von B-Lymphozyten. Vor allem bei aktivierten T-Lymphozyten ist für die Vermittlung dieser Wirkungen der lösliche sIL-6R notwendig, weil aktivierte T-Lymphozyten in der Regel keine membranständigen IL-6-Rezeptoren haben. Monozyten werden durch IL-6 mehr zu Makrophagen hin differenziert.

### Wirkung auf Hormonsekretion
IL-6 steigert (in absteigender Reihenfolge) die Sekretion von Cortisol, Somatotropin, Glucagon und Adrenalin.
Eine erhöhte IL-6-Konzentration steht mit einer verringerten Testosteronkonzentration im Zusammenhang.
So konnten Studien zu Testosteron-Therapien bei einer Erhöhung von Testosteron eine Verringerung der IL-6-Konzentration feststellen. Gleichzeitig hemmt Testosteron die Expression des IL-6-Gens und auch die Produktion vom Tumornekrosefaktor (TNF) durch Makrophagen.

## Regulation des Interleukin-6 durch Muskelbeanspruchung
Interleukin-6 wird durch kräftige Muskelbeanspruchung – vor allem über längere Zeit (6 Stunden) – ca. 100-fach stärker sezerniert. Das Maximum der Ausschüttung findet sich am Ende der Muskelbeanspruchung. Danach fällt die IL-6-Konzentration schnell wieder ab. Das IL-6 kommt dabei teilweise aus den beanspruchten Muskelzellen selbst. Nach längerem Training passt sich der Körper dem an und sezerniert bei gleichbleibender Belastung sowie in den Belastungspausen weniger Interleukin-6.

## Praktische Bedeutung
Die Konzentration von IL-6 im Plasma ist bei Gesunden ca. 1 pg/ml (bzw. 0,001 ng/ml) und kann bei schweren systemischen Infektionen bis auf 1000 pg/ml (bzw. 1 ng/ml) ansteigen. Weniger dramatische Anstiege finden sich bei einer Reihe entzündlicher und infektiologischer Erkrankungen sowie (dosisabhängig) bei Muskelanstrengungen. Insgesamt reagiert IL-6 sehr schnell, seine Halbwertzeit im Serum liegt im Minutenbereich. Diese Eigenschaften macht man sich in der Intensivmedizin zur raschen Beurteilung akuter septischer Krankheitsbilder zunutze.
Eine pathogenetische Rolle von IL-6 wird bei dem metabolischen Syndrom diskutiert, da ein chronisch leicht erhöhtes Serum-IL-6 (um 10 pg/ml) dabei vorkommen kann.
Es wurde ein Zusammenhang zwischen erhöhtem Interleukin-6-Serumsspiegel und der Häufigkeit von kardiovaskulären Ereignissen gefunden. In einer multizentrischen Kohortenstudie mit 14 611 Patienten mit chronischem Coronarsyndrom traten im Verlauf signifikant mehr Ereignisse (Herzinfarkt, Schlaganfall oder kardiovaskulärer Tod) auf, wenn der Interleukin-6-Serumsspiegel 2,0 ng/l oder höher war.
Gegen den IL-6-Rezeptor wurden spezifische Antikörper entwickelt, um die IL-6-Wirksamkeit zu blockieren: Tocilizumab, ein IL-6-Rezeptor-Antikörper, welcher in der Behandlung bestimmter Formen des Rheumas angewendet wird.
Interleukin-6 bietet möglicherweise einen neuen Ansatz in der Therapie der Alzheimer-Krankheit. Tierexperimentelle Studien ergaben, dass das Zytokin die Mikroglia zum Abbau von Plaques veranlassen kann.
IL-6 wurde ebenso als möglicher Trigger der Entzündungsreaktion bei schweren Verläufen der akuten Bauchspeicheldrüsenentzündung identifiziert und wird in Kombination mit anderen Immunmarkern zur Frühdiagnose schwerer Verläufe der Bauchspeicheldrüsenentzündung diskutiert.